# 24: Redemption
24: Redemption is een Amerikaanse televisiefilm die deel uitmaakt van de televisieserie 24. De film leidt het zevende seizoen van de serie in.
Tot de productie van de film werd besloten nadat het zevende seizoen van 24 voor een jaar uitgesteld werd door de staking van de Writers Guild of America. FOX onderzocht de mogelijkheden om de serie eerder terug te laten keren, in de vorm van internetafleveringen of filmpjes voor de mobiele telefoon. Uiteindelijk werd gekozen voor een televisiefilm. Hiervoor reisde de cast en crew naar Zuid-Afrika af om een groot deel van de scènes te filmen. Aanvankelijk werd de film 24: Exile genoemd, later werd de naam gewijzigd in 24: Redemption.
De film werd voor het eerst op 23 november 2008 uitgezonden door FOX in de Verenigde Staten. Twee dagen later werd de film in een director's cut met extra's op dvd uitgebracht. Op 30 november 2008 zond RTL 5 de film in Nederland uit. In België werd de film op 20 december 2008 voor het eerst getoond op 2BE.

## Verhaal
De film vindt in real time plaats tussen drie en vijf uur 's middags, waarop de eerste vrouwelijke president van de Verenigde Staten, Allison Taylor (Cherry Jones), bijna haar ambtseed aflegt. Tegelijkertijd vindt er in het fictieve Afrikaanse land Sangala een militaire staatsgreep plaats. Hiervoor hebben de rebellen kindsoldaten nodig, die ze uit de Sangalese school van Carl Benton willen halen. Ondertussen is Jack Bauer de hele wereld overgereisd om zijn arrestatiebevel te ontvluchten (in verband met de opheffing van CTU en de bijbehorende rechterlijke vervolgingen) en is hij aangekomen bij de school van Benton, waar hij juist op het moment van de staatsgreep naar elders wil vertrekken. Jack Bauer besluit om met zijn vriend Benton de kinderen te redden door ze naar de Amerikaanse ambassade te brengen, alwaar ze met de laatste helikopter geëvacueerd kunnen worden uit het land.

## Rolverdeling
- Kiefer Sutherland als Jack Bauer
- Cherry Jones als president-elect/senator Allison Taylor
- Colm Feore als Henry Taylor
- Bob Gunton als Ethan Kanin
- Gil Bellows als Frank Tramell
- Robert Carlyle als Carl Benton
- Tony Todd als Generaal Benjamin Juma
- Hakeem Kae-Kazim als Colonel Ike Dubaku
- Jon Voight als Jonas Hodges
- Powers Boothe als president Noah Daniels
- Peter MacNicol als presidentiële stafchef Tom Lennox
- Eric Lively als de First Son
- Sean Michael als Charles Solenz
- Carly Pope als Samantha Roth

## Trivia
- In de film zijn op het moment dat Bauer en de kinderen vluchten voor een helikopter enige tijd expliciet twee personen van de filmcrew in beeld.
- In België werd de film op 20 december 2008 uitgezonden op de Vlaamse zender 2BE.